# Заслужений пілот Республіки Білорусь

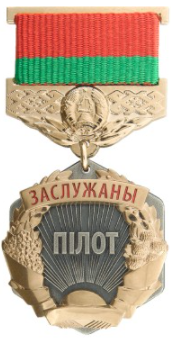
Заслужений пілот Республіки Білорусь

«Заслужений пілот Республіки Білорусь» — почесне звання.

## Порядок присвоєння
Присвоєння почесних звань Республіки Білорусь здійснює Президент Республіки Білорусь. Рішення щодо присвоєння державних нагород оформляються указами Президента Республіки Білорусь. Державні нагороди, в тому числі почесні звання, вручає Президент Республіки Білорусь або інші службовці за його вказівкою. Присвоєння почесних звань РБ відбувається в урочистій атмосфері. Державна нагорода РБ вручається нагородженому особисто. У випадку присвоєння почесного звання РБ з вручення державної нагороди видається посвідчення.
Особам, удостоєнних почесних звань РБ, вручають нагрудний знак.
Почесне звання «Заслужений пілот Республіки Білорусь» присвоюється пілотам першого класу, які мають стаж роботи
в цивільній авіації п'ятнадцять і більше років, за заслуги у засвоєнні сучасної авіаційної техніки, використання
найдосконаліших методів літакокерування, високі показники у вихованні та навчанні льотних кадрів, багаторічну безаварійну льотну працю та видатні досягнення у використанні авіації в народному господарстві
республіки.